# Castrobarto
Castrobarto es una localidad del municipio de Junta de Traslaloma, del que es capital, en la provincia de Burgos, situada en la comarca de Las Merindades.

## Geografía
Situado en el norte de la provincia, se encuentra a unos 750 metros sobre el nivel del mar. Su terreno es húmedo, con abundante pluviosidad y generoso en nieblas, lo que favorece el desarrollo de una vegetación abundante en la que predomina el roble, haya, fresno, encina y pino de repoblación.

## Historia
En la antigüedad fue conocido con diversas variaciones léxicas, como Castro-Obarto, Castro Dobarto, Castro Devarto, Castro de Obarto y otras similares. 
La edificación más antigua de la localidad es la construcción medieval conocida como La Torre, en la actualidad en estado ruinoso pero que en sus orígenes constó de cinco alturas rematadas en almenas. Hoy día solo quedan en pie tres lienzos incompletos de pared. 
Aunque la raíz céltica de su denominación sugiere orígenes más remotos, probablemente romanos, las primeras referencias se encuentran en torno a finales del siglo VIII, principios del siglo IX. El origen de Castrobarto está unido al nacimiento del condado y posterior reino de Castilla. 
Tras los primeros asentamientos realizados en el vecino valle de Mena, en concreto en dos monasterios en las localidades de Taranco y Burceña, por el abad Vitulo, pronto se vio la necesidad de  proteger ambos monasterios, así como los terrenos circundantes de las numerosas incursiones de castigo enviadas desde Córdoba. Se apostaron así diversos puntos de vigilancia orientados hacia el sur, en las estribaciones de los montes de La Peña,  optando por puntos de amplia visibilidad hacia el sur, como Castrogrande o Castrobarto. Estas atalayas advertían con la antelación suficiente de la posible llegada de tropas del Califato dispuestas a realizar una de las numerosas batidas de castigo con las que solían asolar el extremo oriental del Reino de Asturias.
A mediados del siglo XIV el libro becerro de las Behetrerías recoge que el señor de "Castro Devarto" era Lope García de Salazar. Más adelante entró en el mayorazgo de la familia Velasco.
Lugar de la Junta de Traslaloma, conocido como Castro Obarto, en la  Merindad de Losa perteneciente al  Corregimiento de las Merindades de Castilla la Vieja,  jurisdicción de realengo con regidor pedáneo.
A la caída del Antiguo Régimen queda agregado al ayuntamiento constitucional de Junta de Traslaloma, en el partido de Villarcayo perteneciente a la región de Castilla la Vieja.

## Geografía urbana
El caserío está formado por un conjunto diseminado de edificaciones en piedra, que responden a las estructuras clásicas de las viviendas losinas. En su iglesia de arquitectura gótica del siglo XIV, destaca el sobresaliente pórtico románico, proveniente de una construcción anterior, probablemente del siglo XI y que ha dejado también trazas en los muros. Está consagrada a los santos San Facundo y San Primitivo, patronos de la localidad. También se encuentra en el pueblo la ermita de San Roque, alzada a finales del siglo XVII y reedificada completamente en 1920.

## La Torre

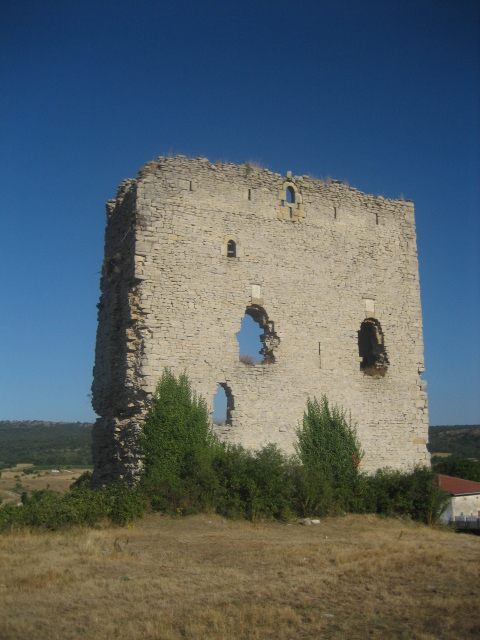
La Torre.

Edificada sobre una colina estratégica, con amplia visibilidad sobre el terreno circundante, la construcción siempre ha generado numerosas discusiones sobre su origen, aunque gracias a un testimonio escrito de 1753 se puede colegir que en esa fecha ya se encontraba deshabitada. De planta casi cuadrada (13,50 x 11 m), sus muros tienen una anchura de más de un metro, encontrándose originariamente la puerta de entrada situada al este. Se conservan numerosas saeteras adinteladas.
Luciano Huidobro menciona la existencia de una fortaleza comenzada en el siglo VIII. Este autor sostiene que este sería el legendario Castrum de Castella Vetula citado en el fuero de Cervatos.
Las teorías sobre su origen la hacen remontarse a los tiempos de los foramontanos, cuando se hacía necesaria una vigilancia por parte de esos primitivos asentamientos cristianos ante las frecuentes incursiones sarracenas. Con el devenir de la Historia la torre pasa a propiedad de la familia García de Salazar, una de las más importantes y belicosas de la historia de las Merindades. Como consecuencia de las constantes luchas con otras familias rivales, la edificación pasa de una mano a otra, quedando como testimonio dos pequeños escudos de armas pertenecientes a la familia Velasco, y que en la actualidad se pueden contemplar sobre el vano de dos ventanales.

## Parroquia
Iglesia católica de San Facundo y San Primitivo, dependiente de la parroquia de Cubillos en el arciprestazgo de Medina de Pomar, diócesis de Burgos.

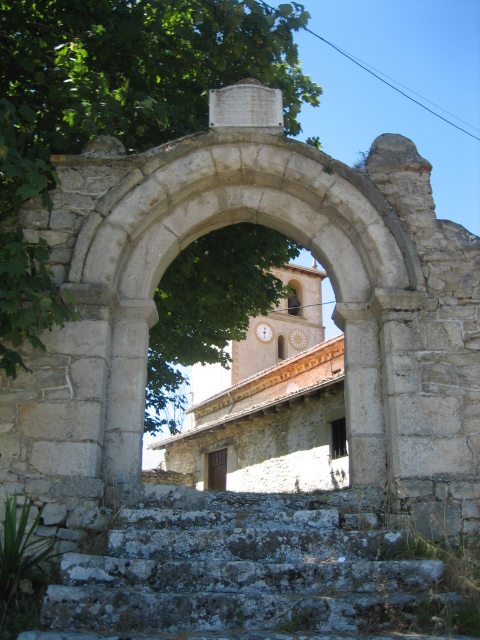

Edificio tardogótico, aunque en su construcción se aprovecharon varios elementos de una primitiva iglesia románica. Fundamentalmente, estos restos románicos se aprecian en la portada. Esta está formada por un arco de medio punto, rodeado de tres arquivoltas, donde se concentra el mayor despliegue ornamental, con numerosos motivos vegetales y geométricos en la primera arquivolta y  figurativos en la segunda. En esta se observan varias cabezas masculinas, una mujer cubierta con un velo, y alguna otra figura antropomórfica. La tercera arquivolta está decorada con motivos geométricos. Un examen atento permite contemplar ligeros restos de policromía.
En el exterior, y rodeando el antiguo camposanto junto a la iglesia hay un muro de piedra que finaliza en un arco gótico, apuntado. Este arco se colocó en su ubicación definitiva a mediados del siglo XX proveniente de la iglesia del cercano pueblo de Muga, abandonado por esa época.

## Galería fotográfica

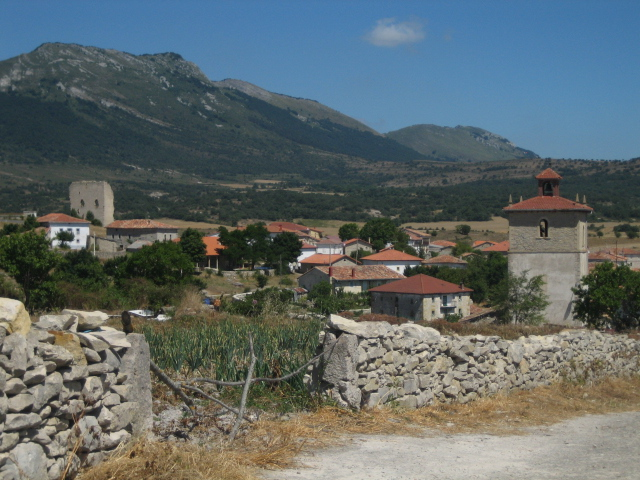
El pueblo desde la ermita
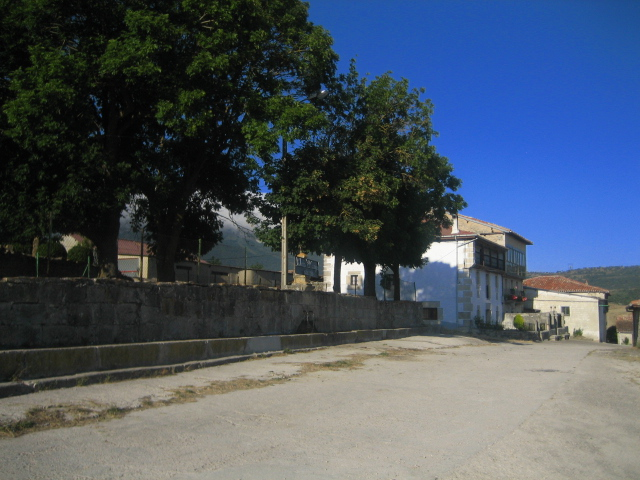
La fuente
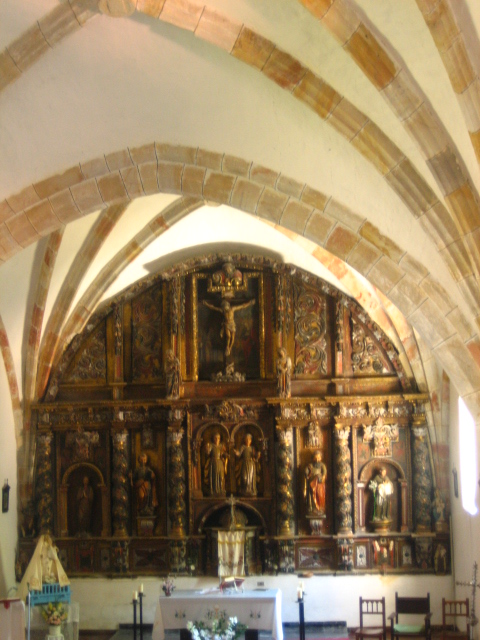
Retablo del altar de la Iglesia
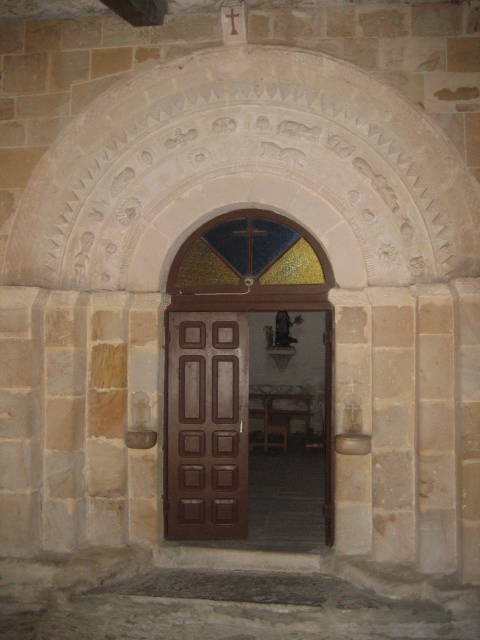
Portada románica de la Iglesia
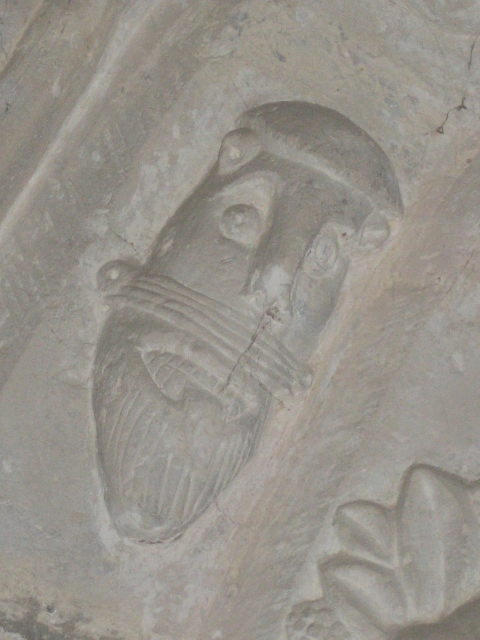
Figura de la portada
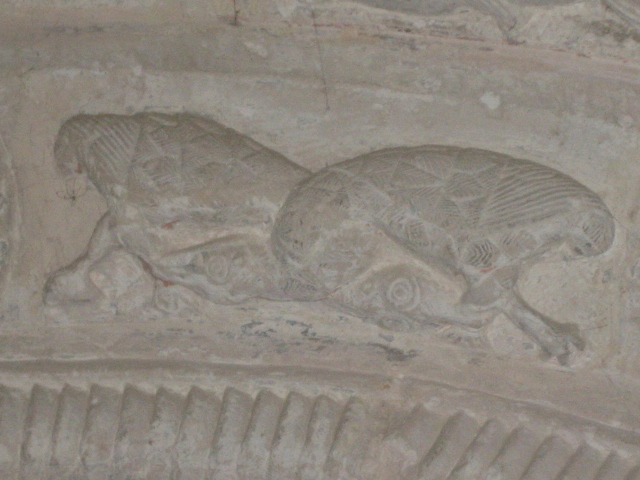
Dos aves enfrentadas
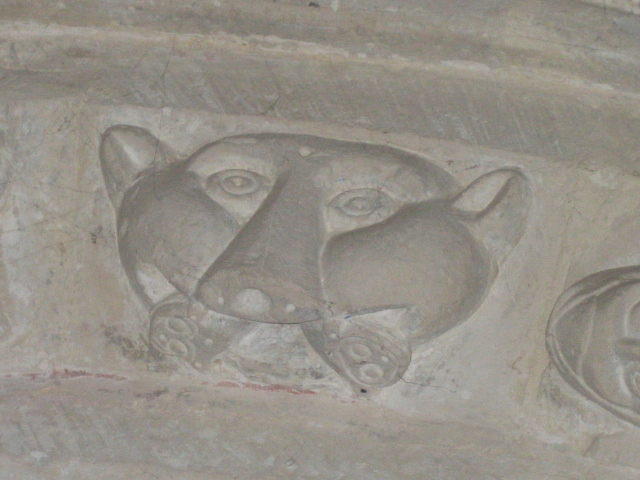
Figura de animal
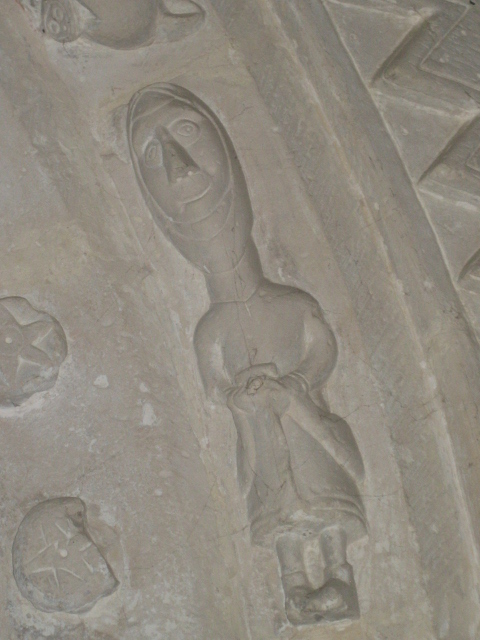
Figura femenina
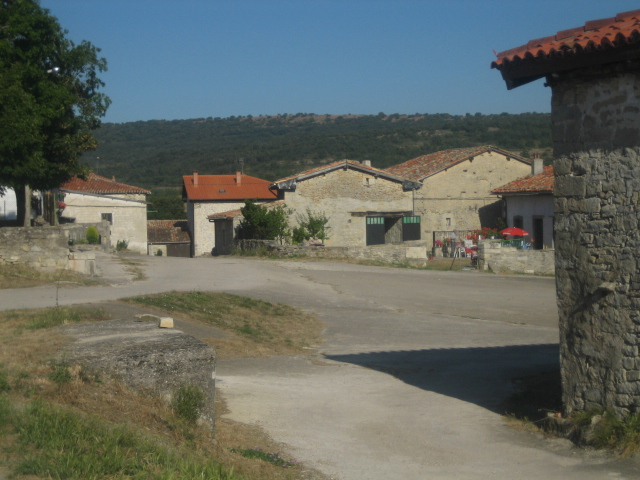
El campo
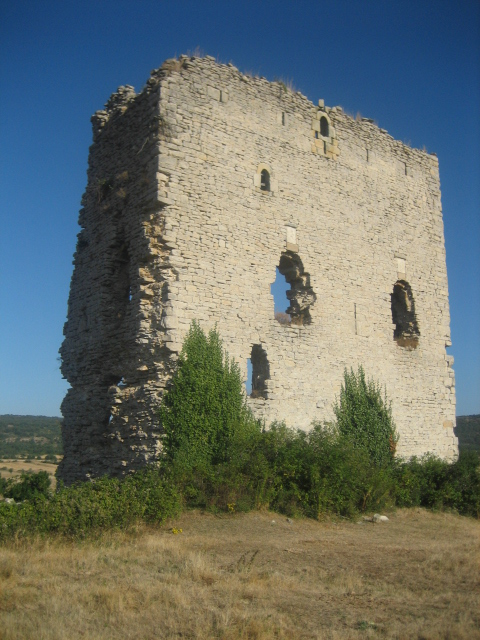
La torre
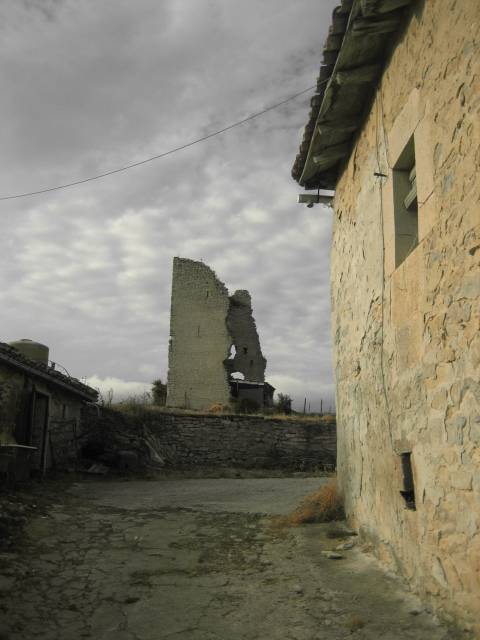
Otra vista de la torre
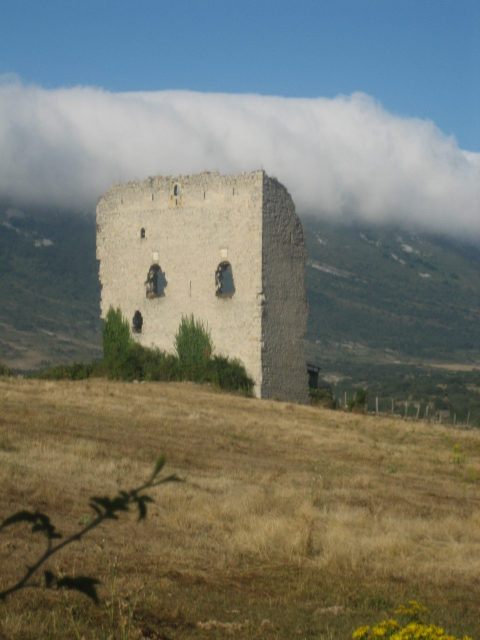
La torre, con los montes de La Peña detrás